# Pacifiction
Pacifiction (franz. Originaltitel: Pacifiction – Tourment sur les îles, dt. etwa „Qual auf den Inseln“) ist ein Spielfilm des katalanischen Regisseurs Albert Serra aus dem Jahr 2022. Der mehrdeutige Titel ist ein englisches Kofferwort, das aus den Wörtern Pacific ,Pazifik‘ und fiction ,Fiktion‘ besteht und das auch als Anspielung auf das Wort pacification ,Befriedung‘ verstanden werden kann.
Die europäische Koproduktion zwischen Frankreich, Spanien, Deutschland und Portugal wurde beim 75. Filmfestival von Cannes am 26. Mai 2022 uraufgeführt.

## Handlung
De Roller, der Hochkommissar der Französischen Republik auf der Insel Tahiti in Französisch-Polynesien, ist ein Mann des Kalküls und der guten Manieren. Zwischen offiziellen Empfängen und zwielichtigen Etablissements fühlt er ständig den Puls der lokalen Bevölkerung. Jederzeit könnte es zu wütenden Ausschreitungen kommen. Dies gilt umso mehr, als sich ein Gerücht hartnäckig hält: Angeblich wurde ein U-Boot gesichtet, dessen geisterhafte Erscheinung eine Wiederaufnahme der französischen Atomtests ankündigen könnte.

## Rezeption
Die internationale Kritik reagierte überwiegend sehr positiv auf Pacifiction. Wiederholt wurde bemerkt, dass Albert Serra seinem kontemplativen Stil treu bleibe, der Film jedoch erzählerischer und damit zugänglicher sei als seine früheren Werke. Mehrere Kritiker sahen motivische Bezüge zu den literarischen Werken von Joseph Conrad, zu Chantal Akermans Film La Folie Almayer und in seiner Ästhetik auch zu den Gemälden von Paul Gauguin. Mitunter wurde Pacifiction auch mit dem meditativen Stil Apichatpong Weerasethakuls verglichen. Manche Kritiker erinnerten die teils traumwandlerischen Szenen in Mortons Bar an die surrealistischen Bildwelten David Lynchs und auch – wegen ihrer homoerotischen Untertöne – an Rainer Werner Fassbinders Querelle. Eine Szene auf dem Meer, wo ein Surfer eine riesige Welle reitet, wurde oft als sehr beeindruckend hervorgehoben.
Nach der Premiere in Cannes sahen in einem rein französischen Kritikenspiegel der Website Le film français 3 der 15 Kritiker Pacifiction als Palmen-Favoriten an. Im internationalen Kritikerspiegel der britischen Fachzeitschrift Screen International erhielt der Film im Durchschnitt 2,6 von 4 möglichen Sternen und belegte unter allen 21 Wettbewerbsbeiträgen einen geteilten 6. Platz. Von den bei Rotten Tomatoes aufgeführten 70 Kritiken sind 87 Prozent positiv bei einer Durchschnittsbewertung von 7,7 von 10 möglichen Punkten. Die Redaktion der Filmzeitschrift Cahiers du cinéma wählte Pacifiction auf Platz 1 der besten Filme des Jahres 2022.
Lee Marshall prognostizierte in Screen International direkt nach der Premiere in Cannes, der Film werde zwar mit seiner langen Laufzeit, dem „traumartigen Tempo und der hauchdünnen Handlung“ nicht gerade zum Kassenschlager werden, aber für ein Publikum, das damit umgehen könne, biete Pacifiction „ein wirklich originelles Kinoerlebnis.“
Für Rory O’Connor (The Film Stage) ist Pacifiction dennoch „in mancher Hinsicht das zugänglichste Werk von Serra“, das einen über seinen Sinn für das Mysteriöse und Surreale in den Bann ziehe.
Christian Blauvelt von IndieWire hält Pacifiction für einen der schönsten Filme – nicht nur des Jahres, sondern überhaupt. Serras „immersive Tropen-Traumwelt“ vermeide dabei die typischen Klischees der meisten anderen Filme, deren Handlungsort in diesen Gefilden liegt.
Albert Serra schaffe mit Pacifiction „eine geradezu virtuose Vagheit“, meint Bert Rebhandl in Der Standard. Großartig sei, wie er dabei einen „ganz eigenen, maritim-südhemisphärischen Surrealismus“ entwickelt.
Nando Salvá attestiert Pacifiction im spanischen Filmmagazin Cinemanía „eine szenische Größe, eine tonale Vielschichtigkeit und eine Kombination aus Zärtlichkeit und Melancholie, die bisher im Œuvre seines Regisseurs nicht zu finden war“. Der Film sei „außerordentlich fähig, uns mit einer Aura des Geheimnisvollen zu umhüllen, die verwirrt, verunsichert und betört“ – er lade zum Nachdenken über „den Postkolonialismus, den Wahnsinn des Krieges, die nukleare Bedrohung und die Leere des politischen Diskurses“ ein, verzichte aber zugleich auf viele typische Handlungselemente einer Erzählung.
Pablo Vázquez äußerte sich in einem Beitrag für die spanische Webseite Espinof angetan und bezeichnete Pacifiction als „ein Werk, das ebenso vielseitig und eigenwillig wie anregend und ideenreich ist.“ Albert Serra setze Szenen ein, „in denen viel gesagt wird, ohne dass wirklich etwas gesagt wird“ – und die das Publikum „zu irritieren und zu ermüden“ vermögen –, um die „Absurdität der diplomatischen Beziehungen im Kontext des Postkolonialismus“ zu verdeutlichen. In diesem Film stecke viel von Antonioni, „der langweilige Filme drehte, um die Langeweile zu reflektieren.“ Serra stütze sich dabei auf die „engagierte und kompetente darstellerische Leistung“ von Benoît Magimel, der seine Hauptrolle „glaubhaft verkörpert“.
In Variety hebt Guy Lodge die Kameraarbeit von Artur Tort lobend hervor, ebenso wie „das amüsant lässige Schauspiel“ von Magimel.
Auch Patrick Straumann betonte in der Neuen Zürcher Zeitung, die Rolle des Hochkommissars sei von Magimel „mit atemberaubender Plastizität gespielt.“ Ferner sei Pacifiction „eine der eigenwilligsten und schönsten Produktionen des Jahres.“

## Auszeichnungen
Für Pacifiction erhielt Serra seine erste Einladung in den Wettbewerb um die Goldene Palme, den Hauptpreis des Filmfestivals von Cannes. Auch wurde das Werk für die Queer Palm nominiert. Im selben Jahr gewann Pacifiction den Louis-Delluc-Preis für den besten französischen Film des Jahres gemeinsam mit Saint Omer von Alice Diop.
Darüber hinaus gelangte das Werk in die Vorauswahl zum Europäischen Filmpreis 2022. Bei der Verleihung der Prix Lumières 2023 folgten fünf Nominierungen. Dort erhielt das Werk die Preise für die beste Regie, den besten Darsteller (Benoît Magimel) und die beste Kamera (Artur Tort). Im selben Jahr folgten bei den Césars neun Nominierungen.
Hier ein Überblick über eine Auswahl der Nominierungen und Auszeichnungen:
César 2023
- Nominierung in der Kategorie Bester Film
- Nominierung in der Kategorie Beste Regie für Albert Serra
- Preis in der Kategorie Bester Hauptdarsteller für Benoît Magimel
- Nominierung in der Kategorie Beste Filmmusik für Marc Verdaguer und Joe Robinson
- Nominierung in der Kategorie Bester Ton für Jordi Ribas, Benjamin Laurent und Bruno Tarrière
- Preis in der Kategorie Beste Kamera für Artur Tort
- Nominierung in der Kategorie Beste Kostüme für Praxedes de Vilallonga
- Nominierung in der Kategorie Bestes Szenenbild für Sebastian Vogler
- Nominierung in der Kategorie Beste visuelle Effekte für Marco del Bianco

Premis Gaudí 2023
- Preis in der Kategorie Bester Film in nicht katalanischer Sprache
- Nominierung in der Kategorie Beste Regie für Albert Serra
- Nominierung in der Kategorie Bester Hauptdarsteller für Benoît Magimel
- Nominierung in der Kategorie Bestes Drehbuch für Albert Serra
- Preis in der Kategorie Bestes Kamera für Artur Tort
- Nominierung in der Kategorie Bester Schnitt für Albert Serra, Artur Tort und Ariadna Ribas
- Nominierung in der Kategorie Beste Produktionsleitung für Clàudia Robert
- Preis in der Kategorie Bestes Szenenbild für Sebastian Vogler
- Nominierung in der Kategorie Beste Kostüme für Praxedes de Vilallonga
- Nominierung in der Kategorie Bestes Make-up und Frisuren für Aurélie Vigouroux und Maryline Montibert
- Nominierung in der Kategorie Beste Filmmusik für Marc Verdaguer und Joe Robinson

Prix Lumières 2023
- Nominierung in der Kategorie Bester Film
- Preis in der Kategorie Beste Regie für Albert Serra
- Preis in der Kategorie Bester Darsteller für Benoît Magimel
- Preis in der Kategorie Beste Kamera für Artur Tort
- Nominierung in der Kategorie Beste Filmmusik für Marc Verdaguer

Louis-Delluc-Preis 2022
- Preis in der Kategorie Bester Film

Internationale Filmfestspiele von Cannes 2022
- Nominierung für die Goldene Palme als bester Film